# لال بخاری
لال بخاری (انگلیسی: Lal Bokhari; ۲۲ ژوئیهٔ ۱۹۰۹ – ۲۲ ژوئیهٔ ۱۹۵۹) بازیکن هاکی روی چمن اهل هند بود.
وی به‌همراه تیم ملی هاکی روی چمن مردان هند به قهرمانی بازی‌های المپیک تابستانی ۱۹۳۲ دست پیدا کرده‌است.